# Dubbo
Dubbo är en ort i Australien. Den ligger i kommunen Dubbo och delstaten New South Wales, i den sydöstra delen av landet, omkring 300 kilometer nordväst om delstatshuvudstaden Sydney. Dubbo är med sina drygt 30.000 invånare den största staden i trakten.

## Historik
Upptäcktsresanden John Oxley (1784–1828), född i Yorkshire, England, var år 1818 den förste europé att rapportera från området.

## Området
Trakten runt Dubbo består till största delen av jordbruksmark. Runt Dubbo är det glesbefolkat, med 12 invånare per kvadratkilometer.

## Klimat
Genomsnittlig årsnederbörd är 702 millimeter. Den regnigaste månaden är februari, med i genomsnitt 121 mm nederbörd, och den torraste är oktober, med 12 mm nederbörd.